# 依蒂尼语
依蒂尼语（Yidiɲ、Yidiñ、Jidinj、Jidinʲ、Yidinʸ、Yidińˈjidiɲ）是一种濒临灭亡的澳大利亚原住民语言，由昆士兰州东北的依蒂尼族使用。它的传统语区在凯恩斯区和高原区的行政区域内，分布在凯恩斯、戈登维尔和穆尔格雷夫河以及阿瑟顿台地南部，包括阿瑟顿和Kairi。

## 分类
依蒂尼语属于帕马–恩永甘语系，有时与贾布盖语共同组成依蒂尼语族，但Bowern （2011）将贾布盖语分在传统的帕马语族。

## 音系

### 元音
依蒂尼语有着澳大利亚特征的元音系统/a、i、u/。依蒂尼语还展现元音长度的对立。

### 辅音
|      | 唇音 | 齿龈音 | 卷舌音 | 硬颚音 | 软腭音 |
| ---- | ---- | ------ | ------ | ------ | ------ |
| 塞音 | b    | d      |        | ɟ      | g      |
| 鼻音 | m    | n      |        | ɲ      | ŋ      |
| 近音 | w    | l      | ɻ      | j      |        |
| R音  |      | r      |        |        |        |

依蒂尼语辅音没有底层的清音。:32
两个R音可以是颤音和闪音，或拍音和近音。Dixon （1977）将它们分别描述为“颤舌尖R音”和“卷舌连续音”。:32

## 语法
依蒂尼语有些可以改变整个分句含义的助词。它们不同于语言中其他形式如名词、动词和性别标记，没有格和时态的屈折。
如依蒂尼语助词：nguju“不要”（nguju也可做否定感叹词“不”），giyi“别”，biri“再做一次”，yurrga“仍然”，mugu“不禁做”（mugu指不能让人满意但不能不做的事），jaymbi/jaybar“依次”。如“我打他，他jaymbi打我”，“他打我，我jaybar打他”。
Dixon认为“代词展现主宾型配列…人类指示词有不同的格，赋格取决于及物主语、及物宾语和不及物宾语…名词展现作通型配列。”因此有3种可能出现的配列：作通型配列、主宾型配列和三分型配列。

### 代词和指示词
代词和其它类代词被归为两个此类。这出于形态句法学动机：代词展示主宾格标记，而限定指示词、指示词和其他名词性词展现作通格标记。:4-5

### 词缀
与其他几种澳大利亚原住民语言一样，依蒂尼语是一种黏着作通型配列语言。有许多词缀展现数种不同的语法概念，如动作的施事（以-nggu反映）、离格（以-mu或-m反映）、过去时（以-nyu展示）、现在将来时（均以词缀-ng反映）。
-Vli-和-Vlda（“V”表示被延长的元音）2种词缀可以延长动词词根的末元音。如：magi-“爬上”+ili+-nyu“过去时词缀”（magiilinyu）、magi-“爬上”+ilda+-nyu“过去时词缀”（magiildanyu）。词缀-Vli-意为“边去边做”，词缀-Vlda-意为“边来边做”。因此它们不能被加到动词gali-“去”或gada-“来”上。这样magiilinyu意为“曾爬去上面”，magiildanyu意为“曾爬上来”。
语素-ŋa可表示某些动词的应动语态和其他动词的使役语态。如maŋga-“笑”变成应动的maŋga-ŋa-“对...笑”，warrŋgi-“旋转”变成使役的warrŋgi-ŋa-“将...翻转”。动词的类不互斥，但部分词可以有多种理解（bila-“走进”变成bila-ŋa-，也可视作应动译为“带着...进入”或使役的“放进”），只能通过语境判断。:31-32

### 音节的词缀和数量
依蒂尼语有个显著特征是词尽量有等多的音节数。因此词缀根据其所添加到的单词而不同。如：动词词根有3个音节时过去时词缀的-nyu，最终的词有4个音节：majinda-“走上去”变成过去时majindanyu；对于双声词根则会延长末元音并添加-Vny：gali-“去”变成过去时galiiny，有2个音节。同一法则应用于赋属格：waguja-+-ni=wagujani“男人的”（4音节）、bunya-+-Vn-=bunyaan“女人的”。
展现相同音节数的规律在关系从句词缀上也保持：-nyunda用于有2或4个音节的动词（gali- （2音节）“去”+nyunda=galinyunda），结果是产生有4个音节的词；3或5个音节的动词则添加-nyuun（majinda-（3音节）“走上去”+nyuun=majindanyuun），最终的词有4个音节。:247-251

## 阅读更多
- R. M. W. Dixon. （1977）. A Grammar of Yidiny. Cambridge: Cambridge University Press.
- R. M. W. Dixon. （1984, 1989）. Searching for Aboriginal Languages. University of Chicago Press.